# Zhangjiayan Shuiku
Zhangjiayan Shuiku (kinesiska: 张家岩水库) är en reservoar i Kina. Den ligger i provinsen Sichuan, i den sydvästra delen av landet, omkring 34 kilometer sydost om provinshuvudstaden Chengdu. Zhangjiayan Shuiku ligger 488 meter över havet. Arean är 0,80 kvadratkilometer. Trakten runt Zhangjiayan Shuiku består till största delen av jordbruksmark. Den sträcker sig 1,2 kilometer i nord-sydlig riktning, och 1,5 kilometer i öst-västlig riktning.
Genomsnittlig årsnederbörd är 1 222 millimeter. Den regnigaste månaden är juli, med i genomsnitt 338 mm nederbörd, och den torraste är december, med 9 mm nederbörd.